# 八宝海水库
八宝海水库是中国辽宁省阜新市阜新蒙古族自治县境内的一座水库，位于东沙河支流八宝海河上，建于1958年。水库正常库容为330万立方米，集雨面积为101平方千米，海拔为63米。